# Grupa nienawiści

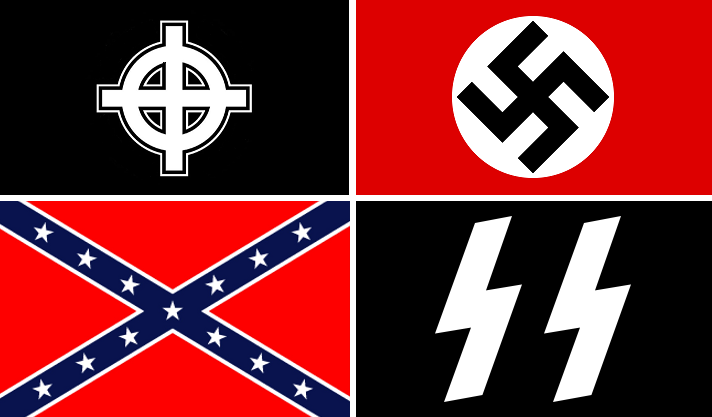
Niektóre z flag stosowanych przez grupy nienawiści (od lewej u góry): krzyż celtycki, flaga III Rzeszy, flaga bojowa Konfederacji i symbol Schutzstaffel.

Grupa nienawiści (ang. hate group) – grupa, organizacja lub instytucja podżegająca do nienawiści, przemocy czy wrogości wobec ludzi ze względu na ich narodowość, pochodzenie etniczne, religię, rasę, płeć, orientację seksualną, tożsamość płciową lub innego wyróżnika społecznego. 
Według Federalnego Biura Śledczego Stanów Zjednoczonych (FBI), głównym celem grupy nienawiści „jest promowanie animozji, wrogości i złych zamiarów wobec ludzi ze względu na rasę, religię, niepełnosprawność, orientacji seksualną lub pochodzenia etniczne/narodowe, które różni się od członków organizacji”.         
Według Southern Poverty Law Center (SPLC), w latach 2000–2008 aktywność grup nienawiści odnotowała 50-procentowy wzrost w USA, przy 926 aktywnych grupach.  W 2019 raport organizacji wykazał w sumie 1020 grup nienawiści, najwyższą liczbę od 20 lat i 7% wzrost od 2017 do 2018. Poprzedni najwyższy poziom wynosił 1 018 w 2011, a ostatni niski poziom to 2014, kiedy lista zawierała 784 grupy. Wzrost liczby białych grup nacjonalistycznych ze 100 w 2017, do 148 w 2018 był najbardziej znaczącym wzrostem w raporcie z 2019.         

## Przykładowe grupy nienawiści
Przykładowe podmioty uznane przez SPLC za grupy nienawiści:         
- Ku Klux Klan
- Institute for Historical Review
- Identity Evropa
- Ruch Narodowo-Socjalistyczny
- Atomwaffen Division
- Faithful Word Baptist Church
- Kościół Baptystyczny Westboro
- Naród Islamu
- A Voice for Men
- Ásatrú Folk Assembly
- The Remnant
- Jewish Defense League